# 伍氏鋸鱗魚
伍氏鋸鱗魚為輻鰭魚綱金眼鯛目金鱗魚亞目金鱗魚科的其中一種，分布於太平洋熱帶海域，棲息深度2-3公尺，體長可達25公分，棲息在珊瑚礁區、潟湖。

## 擴展閱讀
維基物種上的相關：伍氏鋸鱗魚